# Żółta mozaika cukinii

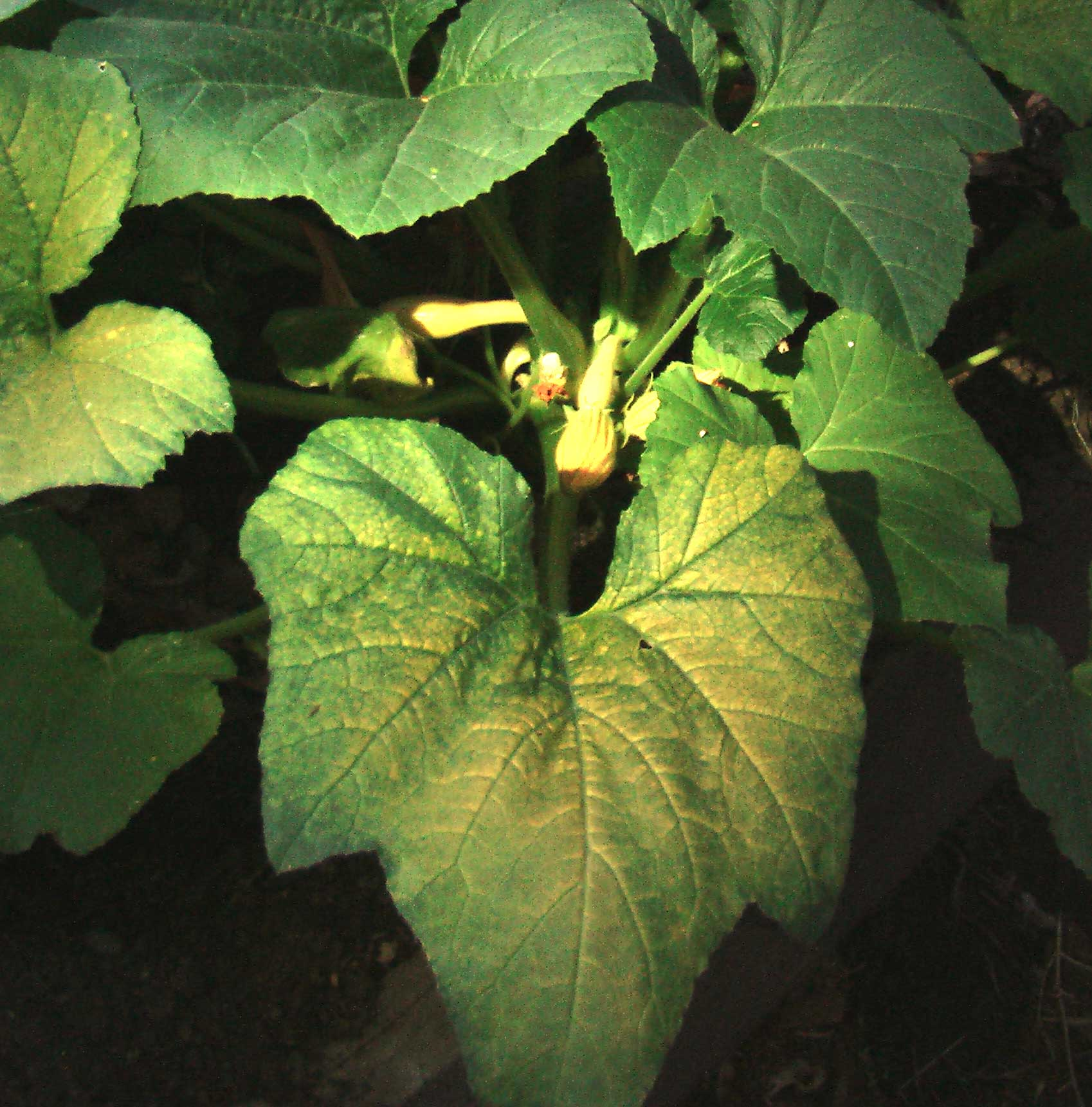
Mozaika na liściach

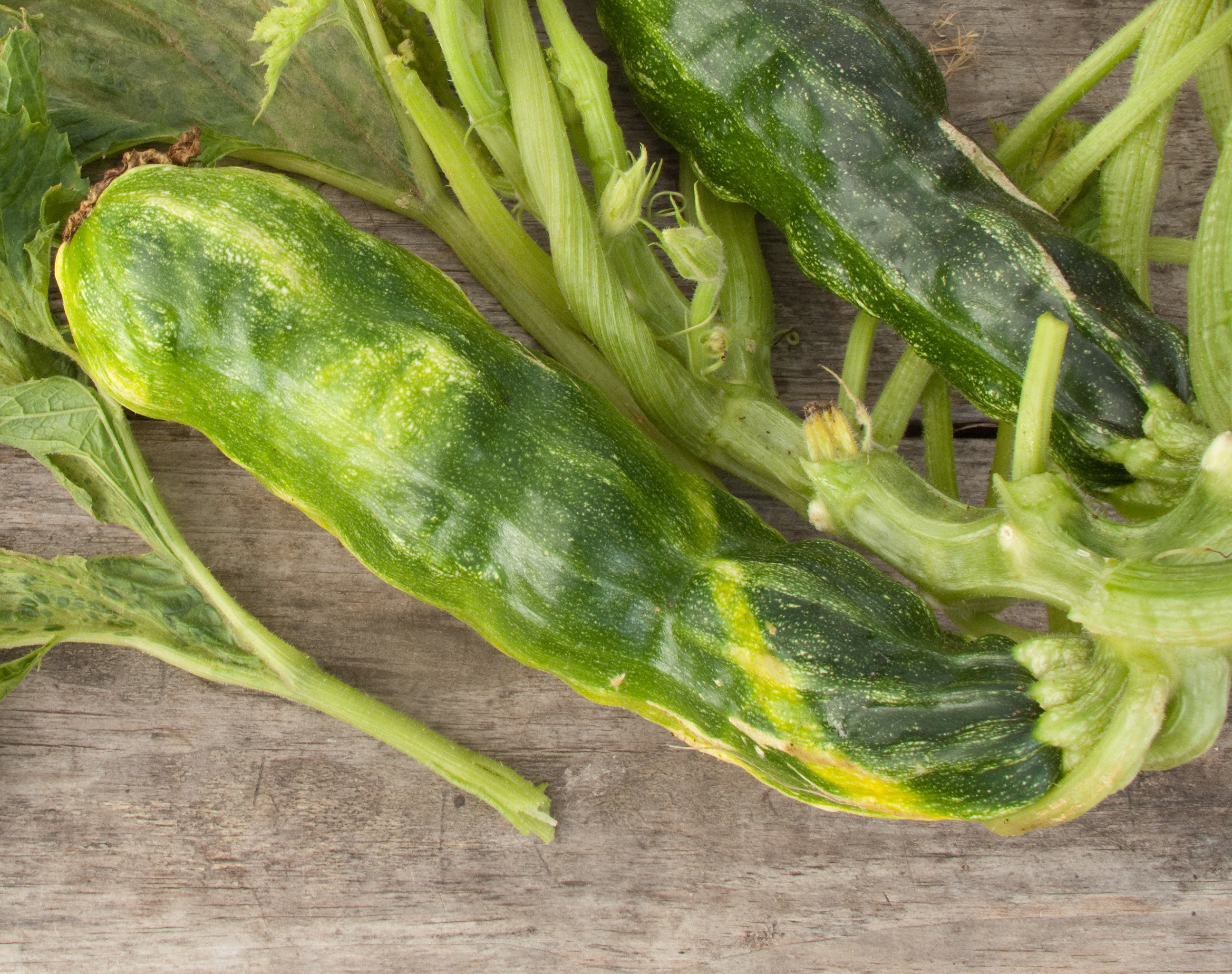
Porażone owoce

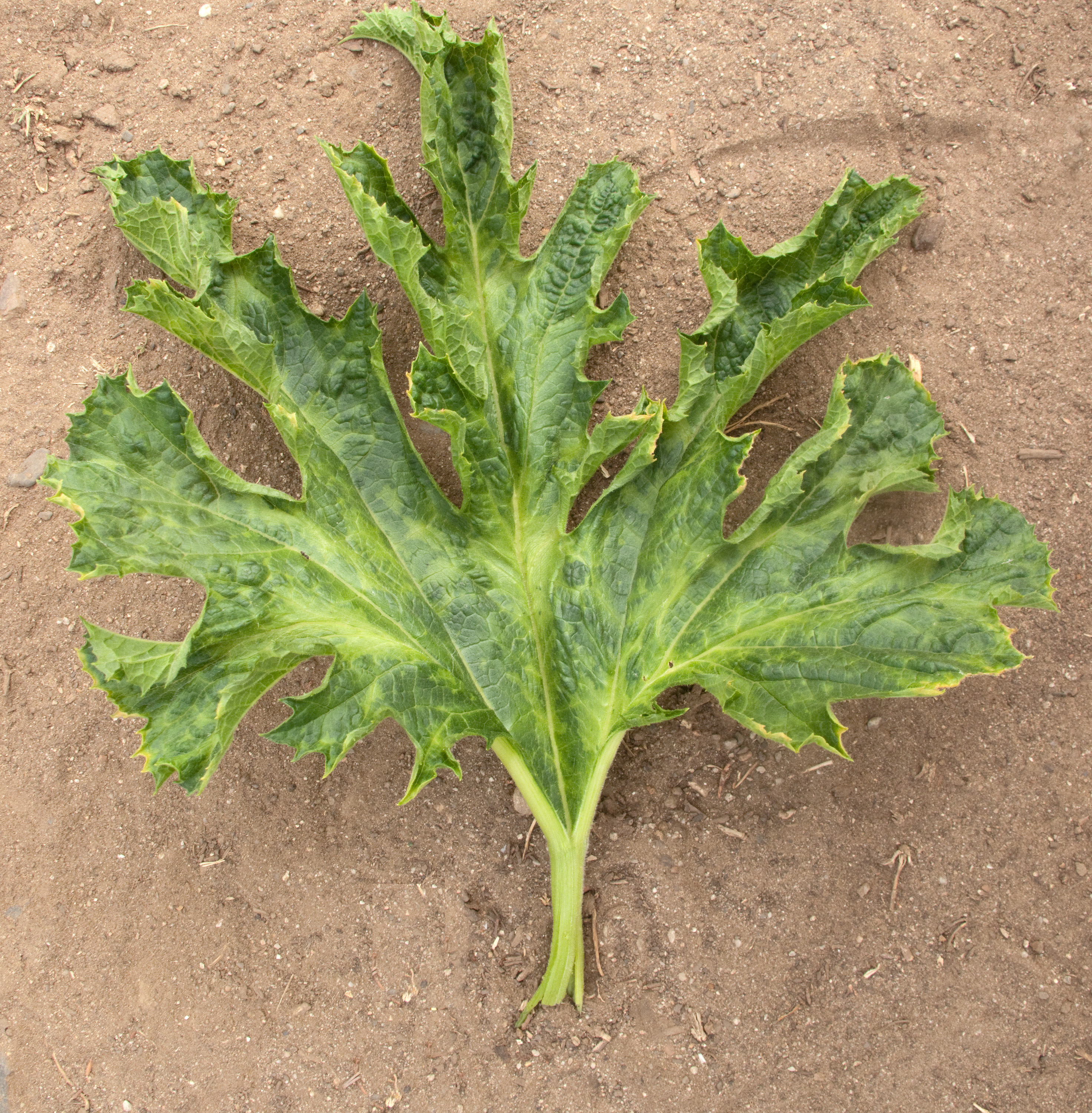
Porażone liście

Żółta mozaika cukinii (ang. zucchini yellow mosaic potyvirus) – wirusowa choroba cukinii (kabaczka) wywołana przez wirusa żółtej mozaiki cukinii (Zucchini yellow mosaic virus, ZYMV). Jest to choroba z grupy mozaik.

## Występowanie i szkodliwość
Wirus żółtej mozaiki cukinii ZYMV przenoszony jest przez mszyce. Atakuje on wszystkie uprawiane gatunki warzyw z rodziny dyniowatych (Cucurbitaceae), w tym dynie, cukinie (kabaczki), melony, arbuzy, ogórki i różne tykwy, szczególnie jednak cukinie. Skutkiem porażenia jest ciężka mozaika liści, żółknięcie i ostatecznie objawy kędzierzawości liści. Owoce są karłowate, skręcone i zdeformowane przez wypukłe narośla. Następuje zmniejszenie plonu, a część owoców traci wartość handlową i nie nadaje się do sprzedaży. Sadzonki zostają porażone w ciągu 1–2 tygodni od infekcji i w szkółkach zajmujących się ich uprawą mogą powstać poważne straty finansowe.
Podobne są objawy mozaiki arbuza.

## Zapobieganie chorobie
Porażonych roślin nie można uleczyć, można tylko zapobiegać chorobie. Wirus może zostać wprowadzony do nasion, więc ważne jest, by uprawiać cukinie tylko ze zdrowych nasion. Cukinii nie należy uprawiać w pobliżu upraw innych warzyw dyniowatych, gdyż mszyce mogą z nich przenieść wirusa na uprawę cukinii. Z tego samego powodu zaleca się usuwanie z pobliża plantacji cukinii wszystkich chwastów z rodziny dyniowatych. Przed sadzeniem należy sprawdzić każdą sadzonkę pod kątem porażenia przez wirusy i zainfekowane sadzonki zniszczyć. Z plantacji należy usuwać wszystkie rośliny z objawami chorób wirusowych. Stosowanie plastykowych podściółek (przezroczystych lub srebrnych) odstrasza mszyce. Po zbiorze plonu należy usunąć z pola i zniszczyć wszystkie resztki pożniwne.
Stosowanie insektycydów do zwalczania mszyc jest nieskuteczne w zapobieganiu tej chorobie, ponieważ mszyce są w stanie szybko przenosić wirusa. Zwykle, zanim insektycyd zabije mszycę, mszyca się pożywiła, a wirus został przeniesiony. Wyjątkiem są oleje ogrodnicze, na bazie roślinnej lub ropy naftowej. Rozpylanie mydła, białego oleju (roślinnego) lub komercyjnych olejów ogrodniczych (ropa naftowa) może zapewnić pewną ochronę, jeśli jest często stosowane.
Istnieją odmiany odporne na żółtą mozaikę cukinii (przynajmniej częściowo). Można również zastosować formę inokulacji lub ochrony krzyżowej, poprzez zaszczepienie sadzonek niezjadliwym szczepem wirusa (ZYMV-WK). Zaszczepienie to zapobiega zakażeniu silnym szczepem ZYMV.